# Knut Nesbø
Knut Nesbø (né le 26 avril 1961 et mort le 8 février 2013) est un journaliste sportif norvégien qui travaillait pour la NRK. 
Ancien footballeur semi-professionnel, il joue pour le Molde FK et le FK Lyn dans les années 1980,. En 1990, il dispute dix-neuf matches de championnat en faveur du Stabæk Fotball.
Il était également le guitariste du groupe norvégien de pop et de rock Di Derre, qui a également comporté son frère Jo Nesbø comme chanteur.